# ویتلی سیتی (کنتاکی)
ویتلی سیتی (به انگلیسی: Whitley City) شهری در ایالت کنتاکی کشور ایالات متحده آمریکا است که جمعیت آن در سرشماری سال ۲۰۱۰ میلادی، ۱٬۱۷۰ نفر بوده است.